# Voltron
Voltron és una saga d'space opera basada en les sèries d'animació japoneses Hyaku Juo GoLion (1981) i Kiko Kantai Dairugger XV i emesa en valencià com a Voltron, el defensor de l'univers per Canal 9 el 1992;
la sèrie original va ser revisitada l'any 2016 en una nova producció coreanoestatunidenca produïda per Dreamworks i emesa per Netflix, Voltron, el defensor llegendari, doblada també al valencià per a l'emissió en À Punt el 2019.
Com les produccions Robotech o Starblazers, Voltron és una edició censurada i reescrita d'eixos dos animes, dels quals se n'ha fet obra derivada i merchandising: de fet, l'empresa estatunidenca World Events Productions volia adaptar una altra sèrie de super robots, Mirai Robo Daltanious, però Toei Animation els envià el màster de GoLion per error; no obstant això, els agradà tant que optaren per quedar-se'l, encara que hagueren d'editar-lo. En l'argument original, GoLion és un robot vivent:
| « | Fa milers d'anys, GoLion era un robot arrogant que, després de guanyar diversos hòmens bèstia, volgué desafiar la Deesa de l'Universa en combat, però perdé. Per a ensenyar-li humilitat, la Deesa el separà en cinc parts amb forma de lleons robòtics vivents que navegaren per l'espai i s'estavellaren en Altea, a l'espera d'aquells que un dia el desperten per a tornar a lluitar contra el mal. | » |
| — | |   |

El robot Voltron se sol asociar amb la versió de la primera part, presa de la sèrie Hyaku Juo GoLion (百獣王ゴライオン, Hyaku Jūō Goraion), estrenada el 4 de març del 1981.
En el títol original de la sèrie, Hyakujūou pot traduir-se literalment com a «rei de les cent bèsties» i GoLion com a «cinc lion» —go és 5 en japonés—; la traducció de tot és «GoLion, rei de les bèsties»; els cinc protagonistes duen noms que fan referència a metalls: Kogane (or), Shirogane (plata), Kurogane (ferro), Seidou (bronze) i Suzuishi (llanda).
En la història, situada en l'any 1999, cinc esclaus terrícoles escapen dels malvats Galran i apleguen al planeta Altea, on són entrenats per a pilotar el robot GoLion per a defendre Altea dels atacs comandats per l'emperador dels Galran, Daibazaal.
Encara que és una sèrie infantil, l'argument inclou abús sexual i violació, esclavisme, violència amb sang i morts; no obstant això, que un dels protagonistes fóra una dona (la princesa Fala) atragué públic femení a les emissions.
Quan l'emissió de Voltron: Defender Of The Universe esdevingué la sèrie de dibuixos animats més vista en horari infantil, World Events volgué aprofitar el moment i comprà els drets d'una altra sèrie de Toei sense cap relació argumental, Kiko Kantai Dairugger XV (機甲艦隊ダイラガーXVフィフティーン, Kikō Kantai Dairagā Fifutīn, «Flota cuirassada Dairugger XV») (estrenada en 1982), encara que el paregut del super robot Dairugger amb el GoLion facilità la identificació: el segon Voltron, format per quinze vehicles distribuïts en tres grups (aigua, aire i terra), no tingué tanta popularitat com l'anterior, raó per la qual abandonaren la idea d'editar una altra sèrie de la qual havien adquirit els drets, Lightspeed ElectroGod Albegas, que hauria sigut adaptada com a Voltron Gladiator Force; tanmateix, aprofitaren la llicència per a comercialitzar el joguet, produït per Matchbox, que a més establí una numeració canónica per a les tres parts de la saga: